# (14966) Jurijvega
(14966) Jurijvega est un astéroïde de la ceinture principale.

## Description
(14966) Jurijvega est un astéroïde de la ceinture principale. Il fut découvert le 30 juillet 1997 à Črni Vrh par Herman Mikuž. Il présente une orbite caractérisée par un demi-grand axe de 2,29 UA, une excentricité de 0,21 et une inclinaison de 8,8° par rapport à l'écliptique.
Il porte le nom de Jurij Vega, mathématicien, physicien et officier d'artillerie slovène.

## Compléments